# Logorytmika
Logorytmika – jedna z metod stosowanych w logopedii i rehabilitacji osób z wadami słuchu.
Polega na połączeniu terapii logopedycznej z rytmiką, aby oddziaływać na sferę słuchową, słuchowo-ruchową i ruchową osoby, którą się leczy bądź rehabilituje. Metodę tę stosuje się przede wszystkim w pracy z dziećmi, przy czym na jej skuteczność nie ma wpływu ich rozwój intelektualny czy też ruchowy, jak również wrażliwość muzyczna czy jej brak. Najistotniejszym elementem w stosowanych ćwiczeniach słowno-ruchowych jest rytm.

## Początki logorytmiki
Współczesne założenia logorytmiki w znacznej mierze oparte są na badaniach i wnioskach Émile’a Jaques-Dalcroze’a (1865–1950), twórcy rytmiki. Zauważył on, że człowiek posiada naturalne dążenia do koordynacji ruchu (harmonia mózgu i ciała). Odkrył też, że dążenia te mogą mieć istotną wartość terapeutyczną.
Jego następcą był Carl Orff (1895–1982). Tworząc swą koncepcję, badał syntezę słowa, muzyki i ruchu. Opracował program zajęć ruchowych ściśle powiązanych z rytmizowanym mówieniem, śpiewem oraz grą na wybranych instrumentach.

## Założenia naukowe
W praktyce logorytmika polega na wykonywaniu ćwiczeń muzyczno-ruchowych. Mają one formę zabawy, dzięki której można wykształcić lub usprawnić ruchy całego ciała (makroruchy), a co za tym idzie – pośrednio usprawnić narządy mowy (mikroruchy). Głównym celem jest więc korygowanie wad mowy i słuchu, a przy tym uwrażliwienie na cechy wspólne muzyki i mowy, takie jak: rytm, melodia, tempo, dynamika, barwa dźwięku.
Ćwiczenia te rozwijają umiejętności sprawnego wykonywania ruchu, pomagają w orientowaniu się w czasie i przestrzeni, sprzyjają poprawie koncentracji, stymulują sprawniejsze myślenie. Ponadto mogą być przydatne w wypracowaniu pewnych cech charakteru (np. zdyscyplinowania, poczucia odpowiedzialności, umiejętności pracy w grupie). Są więc też środkiem stosowanym w terapii osób z zaburzeniami na tle społecznym.
Najlepsze efekty daje cykl zajęć terapeutycznych.